# Враньская епархия
Враньская епархия (серб. Епархија врањска) — епархия Сербской православной церкви в Сербии. Враньская епархия – самая южная территория Сербии, непосредственно граничит с Македонией и Косовом.

## История
В начале XVII века Враньская епархия была выделена из Скопской архиепископии и, получив самостоятельность, была возведена в ранг митрополии: в 1635 году упоминается митрополит Враньский Григорий. Также известны имена митрополита Иоасафа (нач. 40-х гг. XVII в.) и митрополита Иосифа (упом. в 1644 и 1647), при котором епархия вновь оказалась в подчинении Скопской кафедры. С 1852 по 1865 г. титул епископа Враньского носил Паисий, помощник и преемник на кафедре митрополита Скопского Иоанникия.
Восстановлена 30 мая 1975 года решением Священного Архиерейского Собора. Издается епархиальный журнал «Искон». 

## Епископы
в составе Печской патриархии
- Софроний (упом. 1565)
- Григорий (до 1635)
- Иоасаф (1640—1644)
- Иосиф (упом. 1644)

Враньское викариатство Скопской епархии (Константинопольский патриархат)
- Паисий (1852—1865)

Враньская епархия
- Фирмилиан (Дражич) (1876—1878)

Сербская православная церковь
- Ириней (Гаврилович) (15 июня 1975 — 11 июля 1978) в/у, еп. Нишский
- Доментиан (Павлович) (11 июля 1978 — 2 июля 1983)
- Ириней (Гаврилович) (июль 1983 — 11 июня 1984) в/у, еп. Нишский
- Савва (Андрич) (11 июня 1984 — 17 ноября 1991)
- Пахомий (Гачич) (с 23 августа 1992)

## Монастыри
- монастырь во имя Прохора Пшинского (X—XI)
- монастырь во имя Стефана близ Вране
- монастырь великомученика Пантелеимона во Вране
- монастырь Пресвятой Богородицы в Клисуре
- монастырь пророка Илии близ Лепеницы
- монастырь пророка Илии в Бреснице близ Босилеграда
- монастырь святых апостолов Петра и Павла близ Босилеграда

## Архиерейские наместничества
Епархия включает в себя четыре архиерейских наместничества (благочиния):
- Пчиньское
- Прешевское
- Масуричко-Поляничкое
- Босилеградское